# 代杜古
代杜古（法語：Dédougou）是西非國家布基納法索的城市，也是布克萊迪穆翁大區和穆翁省的首府，位於該國西北部。